# Gorfynedd
Il regno britannico altomedioevale del Gorfynedd, ubicato a est della penisola di Gower, sarebbe nato nella seconda metà del V secolo quando re Glywys del Glywysing lasciò quest'area al figlio Merchwyn. Altro non si conosce sulla storia di questa entità politica.